# Ryan Rae
Ryan George Christopher Rae (Johannesburg, 21 agosto 1991) è un ex calciatore sudafricano, di ruolo difensore o centrocampista.

## Caratteristiche tecniche
Era un difensore centrale, ma poteva anche ricoprire il ruolo di terzino o mediano.

## Carriera
Nell'ottobre 2020 si unisce al Chitipa United, siglando un contratto triennale.
Nel febbraio 2022 si trasferisce al Durban City. Al termine della stagione non ottiene il rinnovo con i sudafricani e resta svincolato.
Il 7 luglio 2023 si trasferisce al Casric Stars, militante in National First Division.
 Al termine della stagione, annuncia il suo ritiro.